# Tschechoslowakische Fußballmeisterschaft 1925
Die Tschechoslowakische Fußballmeisterschaft 1925 war die erste offiziell ausgetragene Meisterschaft in der Tschechoslowakei. Sie wurde vom 1. März bis 8. November 1925 in der so genannten Asociační liga ausgespielt. Diese Bezeichnung ergab sich, weil die Liga alle Fußballverbände der Tschechoslowakei vereinigte. Dazu gehörten der tschechoslowakische Verband ČSSF, der deutsche DFV, der ungarische MLSz, der jüdische KMKRJ und der polnische PZPN, wobei nur die beiden erstgenannten Profivereine stellten.
Die Asociační liga war eine Profiliga. Vor ihrer Einrichtung hatten sich 16 Vereine zum Profistatut bekannt, zehn davon wurden in die erste Liga aufgenommen, sechs Mannschaften spielten in der zweiten Liga. Prag war den anderen Landesteilen wirtschaftlich und damit auch sportlich so weit voraus, dass alle zehn Mannschaften der ersten Liga aus der Hauptstadt kamen, darunter war auch der deutsche DFC Prag. In der zweiten Liga spielten zwei weitere Prager Vereine und der SK Kladno, sowie drei deutsche Klubs aus dem Sudetenland, nämlich der Teplitzer FK, der Karlsbader FK und der DSK Brüx.
Insgesamt wurden 139 Profispieler gemeldet, Slavia Prag hatte 15, Sparta Prag, AFK Vršovice und der DFC Prag je 13, SK Viktoria Žižkov zehn, der Nuselský SK, SK Libeň sowie Meteor Prag je neun, die Zweitligisten Teplitzer FK und Karlsbader FK je fünf und der DSK Brüx zwei. Bedingung für die Aufnahme in die Profiliga waren monatliche Spielergehälter in Höhe von mindestens 200 Kronen. Es war ein offenes Geheimnis, dass manche Klubs diese Summe nicht zahlen konnten, man ließ sie dennoch gewähren.

## Modus
Die Liga wurde in einer einzigen Runde im Frühjahr 1925 ausgespielt. Sieger wurde Slavia Prag aufgrund des besseren Torquotienten gegenüber Sparta Prag. Nach Saisonende war eigentlich Sparta Tabellenführer, dessen 7:1-Sieg gegen den AFK Vršovice aber annulliert wurde, weil der Zustand des Platzes im Nachhinein für nicht regulär erklärt worden war. Das Wiederholungsspiel am 8. November 1925, also weit nach Saisonende, gewann Sparta zwar mit 3:2, hatte aber nun den schlechteren Torquotienten gegenüber Slavia Prag. Hätte Sparta die zwischenzeitliche 3:1-Führung über die Zeit gebracht, wäre ihr Torquotient um zwei Zehntel besser gewesen. Das Prager Derby am 6. Juni 1925 hatte Sparta mit 2:0 gegen Slavia vor 20.000 im Letná-Stadion gewinnen können. Die Tore erzielten die Nationalstürmer Otto Šimonek und Ferdinand Hajný. Torschützenkönig der Liga wurde Jan Vaník von Slavia.
Während der laufenden Saison wurde beschlossen nur die Hinrunde zu spielen, um ab der kommenden Spielzeit auf den Herbst-Frühjahr-Modus nach englischem Vorbild umstellen zu können. Ferner wurde beschlossen, das in Zukunft jeder Verband seine eigene Meisterschaft ausrichten sollte, so dass die vier deutschen Klubs sich vorerst nicht mehr mit den tschechischen Teams messen konnten. Der DFV war gegen diesen Beschluss, konnte jedoch nichts ausrichten. Der tschechoslowakische Verband erweiterte die 1. Liga von zehn auf zwölf Mannschaften, wodurch die aus tschechischer Sicht unattraktive 2. Liga aufgelöst werden konnte. Für die Středočeská 1. liga 1925/26 qualifizierten sich somit auch die beiden Letztplatzierten der 2. Liga SK Čechie Praha VIII und Slavoj Žižkov, denen man die sportliche Qualität für die höchste Spielklasse eigentlich hätte absprechen müssen.

## 1. Tschechoslowakische Liga 1925
Offizielle Bezeichnung: Asociační liga 1925

### Abschlusstabelle
| Pl. | Verein              | Sp. | S | U | N | Tore    | Quote | Punkte |
| --- | ------------------- | --- | - | - | - | ------- | ----- | ------ |
| 1.  | Slavia Prag         | 9   | 7 | 1 | 1 | 038:100 | 3,80  | 15:30  |
| 2.  | Sparta Prag         | 9   | 7 | 1 | 1 | 028:800 | 3,50  | 15:30  |
| 3.  | SK Viktoria Žižkov  | 9   | 4 | 3 | 2 | 021:160 | 1,31  | 11:70  |
| 4.  | DFC Prag            | 9   | 4 | 2 | 3 | 020:120 | 1,67  | 10:80  |
| 5.  | ČAFC Vinohrady      | 9   | 4 | 1 | 4 | 007:170 | 0,41  | 09:90  |
| 6.  | SK Čechie Karlín    | 9   | 2 | 4 | 3 | 013:190 | 0,68  | 08:10  |
| 7.  | SK Libeň            | 9   | 3 | 1 | 5 | 020:320 | 0,63  | 07:11  |
| 8.  | AFK Vršovice        | 9   | 3 | 0 | 6 | 019:280 | 0,68  | 06:12  |
| 9.  | Nuselský SK         | 9   | 2 | 1 | 6 | 016:300 | 0,53  | 05:13  |
| 10. | SK Meteor Prag VIII | 9   | 1 | 2 | 6 | 014:240 | 0,58  | 04:14  |

Platzierungskriterien: 1. Punkte – 2. Torquotient

### Ergebnisse
| 1925                | SLA | SPA | VKZ | DFC | CVH | KAR | SKL | VRS | NUS | MET |
| ------------------- | --- | --- | --- | --- | --- | --- | --- | --- | --- | --- |
| Slavia Prag         |     | –   | –   | 4:2 | 3:0 | 2:2 | –   | –   | –   | 5:0 |
| Sparta Prag         | 2:0 |     | 0:1 | 1:0 | –   | 4:1 | –   | –   | –   | –   |
| SK Viktoria Žižkov  | 1:2 | –   |     | –   | 3:1 | 2:2 | –   | –   | –   | 3:1 |
| DFC Prag            | –   | –   | 1:1 |     | –   | –   | 4:1 | 4:1 | 4:0 | –   |
| ČAFC Vinohrady      | –   | 0:1 | –   | 1:0 |     | 0:0 | 1:0 | 2:1 | –   | –   |
| SK Čechie Karlín    | –   | –   | –   | 2:2 | –   |     | 0:1 | 3:2 | 2:1 | –   |
| SK Libeň            | 3:9 | 2:7 | 4:4 | –   | –   | –   |     | 4:3 | 1:3 | –   |
| AFK Vršovice        | 0:5 | 2:3 | 4:3 | –   | –   | –   | –   |     | 3:2 | 3:2 |
| Nuselský SK         | 0:8 | 0:8 | 1:3 | –   | 8:0 | –   | –   | –   |     | 1:1 |
| SK Meteor Prag VIII | –   | 2:2 | –   | 1:3 | 1:2 | 5:1 | 1:4 | –   | –   |     |

### Torschützenliste
| Pl. | Name               | Mannschaft     | Tore |
| --- | ------------------ | -------------- | ---- |
| 1.  | Jan Vaník          | SK Slavia Prag | 13   |
| 2.  | Rudolf Sloup-Štapl | SK Slavia Prag | 8    |
| 2.  | Josef Silný        | SK Slavia Prag | 8    |
| 2.  | Jaroslav Poláček   | AC Sparta Prag | 8    |
| 5.  | Jan Jansa          | Nuselský SK    | 7    |
| 6.  | Josef Šíma         | AC Sparta Prag | 6    |
| 6.  | Adolf Patek        | DFC Prag       | 6    |
| 6.  | Jaroslav Heřman    | SK Libeň       | 6    |
| 6.  | Karel Bejbl        | AFK Vršovice   | 6    |

### Meistermannschaft von Slavia Prag
- Tor: Josef Sloup-Štaplík
- Abwehr: Zdeněk Kummermann-Kumr, Emil Seifert, Karel Nytl, Jindřich Protiva
- Mittelfeld: Josef Kuchař I, Josef Pleticha, Emanuel Hliňák, František Plodr
- Angriff: Jindřich Šoltys, Josef Silný, Jan Vaník, Rudolf Sloup-Štapl, Josef Kratochvíl, Josef Čapek, František Dobiáš
- Trainer: Johnny Madden

## 2. Tschechoslowakische Liga 1925
Offizielle Bezeichnung: Druhá Asociační liga 1925
| Pl. | Verein               | Sp. | S | U | N | Tore    | Quote | Punkte |
| --- | -------------------- | --- | - | - | - | ------- | ----- | ------ |
| 1.  | SK Kladno            | 10  | 8 | 1 | 1 | 025:600 | 4,17  | 17:30  |
| 2.  | Teplitzer FK         | 10  | 7 | 2 | 1 | 031:120 | 2,58  | 16:40  |
| 3.  | Karlsbader FK        | 10  | 3 | 3 | 4 | 014:200 | 0,70  | 09:11  |
| 4.  | DSK Brüx             | 10  | 3 | 2 | 5 | 009:190 | 0,47  | 08:12  |
| 5.  | SK Čechie Praha VIII | 10  | 1 | 4 | 5 | 007:170 | 0,41  | 06:14  |
| 6.  | Slavoj Žižkov        | 10  | 2 | 0 | 8 | 013:250 | 0,52  | 04:16  |

Platzierungskriterien: 1. Punkte – 2. Torquotient